# Riitta Uosukainen
Riitta Maria Uosukainen f. Vainikka 18 juni 1942 i Jäskis, är en finländsk politiker (Samlingspartiet). Uosukainen var presidentkandidat 2000.
Uosukainen blev filosofie licentiat 1970 och blev äldre lektor i modersmålet vid ett läroverk i Imatra 1971. Hon var representant för Samlingspartiet i Finlands riksdag 1983–2003. Hon var undervisningsminister 1991–1994 och riksdagens talman 1994–2003. Hon var partiets kandidat i presidentvalet 2000 och erhöll 12,8 % av rösterna i första omgången. Hon har utgivit den uppmärksammade brevboken Liehuva liekinvarsi (1998), som bland annat innehåller bitsk kritik av politikerkollegor.